# Eyectiva alveolar
La consonante eyectiva alveolar es un tipo de sonido consonántico no pulmonar usado en algunas lenguas habladas. Su símbolo en el Alfabeto Fonético Internacional para representar este sonido es tʼ.
Este fonema tiene también una versión dental.

## Ocurrencia

### Dental o denti-alveolar
| lengua | lengua | palabra  | AFI      | significado | notas                                                       |
| ------ | ------ | -------- | -------- | ----------- | ----------------------------------------------------------- |
| Dahalo | Dahalo | [t̪ʼat̪t̪a] | [t̪ʼat̪t̪a] | 'pelo'      | Laminal denti-alveolar, contrasta con la eyectiva alveolar. |

### Alveolar
| lengua        | lengua             | palabra      | AFI             | significado | notas                                                         |
| ------------- | ------------------ | ------------ | --------------- | ----------- | ------------------------------------------------------------- |
| Adigués       | Adigués            | ятӀэ         | [jaːtʼa]ⓘ       | 'suciedad'  |                                                               |
| Amárico       | Amárico            | ጥጃ           | [tʼəd͡ʒa]        | 'ternero'   |                                                               |
| Armenio       | Dialecto de Ereván | տասը         | [ˈtʼɑsə]        | 'diez'      | Corresponde a [t⁼] en otros dialectos orientales del armenio. |
| Cabardiano    | Cabardiano         | тӀы          | [tʼə]ⓘ          | 'carnero'   |                                                               |
| Dahalo        | Dahalo             | [t̺ʼirimalle] | [t̺ʼirimalle]    | 'araña'     | Apical, contrasta con la eyectiva denti-alveolar laminal.     |
| Georgiano     | Georgiano          | ტიტა         | [tʼitʼa]        | 'tulipán'   |                                                               |
| Haida         | Haida              | qqayttas     | [qʼajtʼas]      | 'canasta'   |                                                               |
| Khvarxi       | Khvarxi            | тӀая         | [tʼaja]         | 'caer'      |                                                               |
| Maya yucateco | Maya yucateco      | tʼeel        | [tʼèːl]         | 'gallo'     |                                                               |
| Nez percé     | Nez percé          | tʼeyíitʼeyii | [tʼæˈjiːtʼæjiː] | 'plano'     |                                                               |
| Quechua       | Quechua            | t'anta       | [tʼæntæ]        | 'pan'       |                                                               |